# Береговое (Алтайский край)
Береговое — село в Панкрушихинском районе Алтайского края России. Входит в состав Кривинского сельсовета.

## География
Село расположено в северо-западной части Алтайского края, на левом берегу реки Бурла, на расстоянии примерно 13 километров (по прямой) к западу-северо-западу (WNW) от села Панкрушиха, административного центра района. Абсолютная высота — 153 метра над уровнем моря

Климат континентальный, средняя температура января составляет −18,7 °C, июля — 22 °C. Годовое количество атмосферных осадков — 465 мм.

## История
Основано в 1654 году. В 1926 году деревня Береговая состояла из 263 хозяйств. В национальном составе населения того периода преобладали русские. В административном отношении являлась центром Береговского сельсовета Панкрушихинского района Каменского округа Сибирского края.

## Население
| 1926 | 1997 | 1998 | 1999 | 2000 | 2001 | 2002 |
| ---- | ---- | ---- | ---- | ---- | ---- | ---- |
| 1330 | ↘460 | ↗491 | →491 | ↗492 | ↘481 | ↘456 |
| 2003 | 2004 | 2005 | 2006 | 2007 | 2008 | 2009 |
| ↘438 | ↘434 | ↘418 | ↘402 | ↘392 | ↘388 | ↘378 |
| 2010 | 2011 | 2012 | 2013 |      |      |      |
| ↘330 | ↗331 | ↘310 | ↘283 |      |      |      |

Согласно результатам переписи 2002 года, в национальной структуре населения русские составляли 96 %.

## Инфраструктура
В селе функционируют школа (филиал МКОУ «Панкрушихинская СОШ»), фельдшерско-акушерский пункт (подразделение КГБУЗ «Панкрушихинская ЦРБ») и библиотека.

## Транспорт
К югу от Берегового находится железнодорожная станция Катешное Среднесибирской магистрали ЗСЖД.

## Улицы
Уличная сеть села состоит из 3 улиц и 2 переулков.